# Гарольд Ласкі
Гарольд Джозеф Ласкі (англ. Harold Joseph Laski; 30 червня 1893, Манчестер — 24 березня 1950, Лондон) — британський вчений-політолог та політичний теоретик, економіст, викладач, науковий письменник.

## Біографія
Народився в сім'ї Натана Ласкі, торгівця-єврея і лідера Ліберальної партії. Шкільну освіту здобув у Манчестерській гімназії, потім протягом шести місяців вивчав євгеніку під керівництвом Карла Пірсона. Одружившись на жінці-християнці, що була на вісім років старша за нього, порвав зі своєю сім'єю і відрікся від юдаїзму, оголосивши себе атеїстом. У 1914 році отримав докторський ступінь з історії в Оксфорді. За станом здоров'я не був призваний на фронт Першої світової війни і після закінчення навчання деякий час працював у газеті Daily Herald.
В 1916 році був призначений викладачем сучасної історії в канадському Університеті Макгілла, в якому до цього вчився два роки, також читав лекції з 1916 року в Гарварді і з 1919 року в Єльському університетах, завівши безліч знайомств в Америці з представниками місцевої еліти. Повернувся в Англію в 1920 році, де став викладати в Лондонській школі економіки і в 1926 році отримав звання професора, зберігши його до 1950 року; практично відразу ж після повернення став активним діячем Лейбористської партії, в 1920-х роках написав безліч політичних есе. З 1930 року Ласкі перейшов на соціалістичні і марксистські позиції, ставши одним з найбільш відомих британських політиків-соціалістів міжвоєнного періоду; у своїх статтях робив активні натяки на необхідність збройного повстання робітників для зміни суспільного ладу і ввів поняття «криза демократії».
У роки Другої світової війни активно читав лекції по всій країні і був помічником віце-прем'єра Клемента Еттлі. У 1945—1946 роках був головою Лейбористської партії, що багато в чому відбулося за успішних для лейбористів виборів 1945 року, але вже в 1946 році був змушений піти з посади голови партії через конфлікт з Еттлі, хоча до 1949 року залишався членом виконавчого комітету партії.
Помер від грипу.

## Роботи
Свої перші великі роботи Ласкі написав під час перебування в Америці: «Основи суверенітету» (1921), «Влада в сучасній державі» (1919), «Дослідження проблеми суверенітету» (1917), в яких критикував ідею так званого «всепроникаючої держави». Роботи «Граматика політики» (1925) і «Свобода в сучасній державі» (1930) відображають його погляди як прихильників демократичного соціалізму, тоді як у 1930-ті роки в роботах «Демократія в кризі» (1933), «Держава в теорії і практиці» (1935), «The Rise of European Liberalism: An Essay in Interpretation» (1936) і «Parliamentary Government in England: A Commentary» (1938) він вже висловлює думку про необхідність переходу до соціалізму шляхом насильства. Під час війни у своїх роботах «Reflections on the Revolution of Our Time» (1943) і «Faith, Reason, and Civilization: An Essay in Historical Analysis» (1944) закликав до масштабних економічних реформ. В останні роки життя займався дослідженням розростається протистояння між СРСР і США. У 1948 році опублікував свою фундаментальну працю «Американська демократія».

## Родина
- Брат — Невілл Джонас Ласкі[en] (1890—1969), суддя, один з лідерів британської єврейської громади, зять Мозеса Гастера[en]. Його дочка (племінниця Гарольда Ласкі) — журналістка Марганіта Ласкі[en] (1915—1968).
- Двоюрідний брат — Невілл Блонд[en] (1896—1970), великий британський промисловець, зять Майкла Маркса і батько літератора і видавця Ентоні Бернарда Блонда[en] (1928—2008).